# Antipodocottus megalops
Antipodocottus megalops es una especie de pez perteneciente a la familia de los Cottidae.

## Hábitat
Es un pez marino y abisal que vive entre 400-600 m de profundidad.

## Distribución geográfica
Se encuentra al Pacífico sud-occidental: Nueva Zelanda.

## Observaciones
Es inofensivo para los humanos.